# Fundo de Desenvolvimento das Nações Unidas para a Mulher
O Fundo de Desenvolvimento das Nações Unidas para a Mulher (em inglês: United Nations Development Fund for Women, UNIFEM) foi um órgão das Organização das Nações Unidas (ONU) criado em 1976 com a missão de prover assistência técnica e financeira a programas inovadores e estratégias que contribuam para assegurar os direitos da mulher, sua participação na política e sua segurança econômica.
A realização da I Conferência Mundial sobre a Mulher em 1975 (Ano Internacional da Mulher) resultou no estabelecimento do Fundo de Contribuições Voluntárias das Nações Unidas para a Década da Mulher. Na terceira edição daquela conferência, em 1985, foi redesignado como "Fundo de Desenvolvimento das Nações Unidas para a Mulher".
Em julho de 2010, a Assembleia Geral da ONU criou a Entidade das Nações Unidas para a Igualdade de Gênero e o Empoderamento das Mulheres (ONU Mulheres), e o Unifem deixou de existir, sendo incorporado à nova instituição. Ao fazê-lo, os Estados-Membros da ONU deram um passo histórico para acelerar a implementação das metas da Organização sobre a igualdade de gênero e o empoderamento das mulheres.
A criação da ONU Mulheres surgiu como parte da agenda de reforma das Nações Unidas, reunindo recursos e mandatos para gerar mais impacto. A instituição agrega e constrói sobre o importante trabalho de quatro setores prévios distintos do Sistema das Nações Unidas, que se centravam exclusivamente na igualdade de gênero e no empoderamento das mulheres: Fundo de Desenvolvimento das Nações Unidas para a Mulher (UNIFEM), Divisão para o Avanço das Mulheres (DAW), Instituto Internacional de Pesquisas e Capacitação para o Progresso da Mulher (INSTRAW) e o Escritório de Assessoria Especial para Questões de Gênero e Promoção da Mulher (OSAGI).